# Angela Carini
Angela Carini (* 6. Oktober 1998 in Neapel) ist eine italienische Boxerin.

## Laufbahn
Angela Carini wurde in Neapel als Tochter eines ehemaligen Polizisten und einer Polizistin geboren. Sie wuchs in Afragola auf und zog dann mit ihrer Familie nach Piedimonte Matese, wo sie das Gymnasium Galileo Galilei besuchte. 2014 zog sie nach Marcianise zog.
Sie trat der Jugendboxabteilung des Polizeisportvereins Fiamme Oro bei und wurde 2014 Jugend-Europameisterin. Im Folgejahr gewann sie die Goldmedaille bei den von der AIBA organisierten Jugend-Boxweltmeisterschaften der Frauen, die vom 15. bis 23. Mai 2015 in Taiwan stattfanden.
Bei den Boxweltmeisterschaften der Frauen 2018 in Neu-Delhi, Indien, schied sie in der zweiten Runde des Weltergewichts gegen die Chinesin Gu Hong aus. Bei den Boxeuropameisterschaften der Frauen 2019 in Alcobendas, Spanien, gewann sie die Silbermedaille in der Klasse bis 69 kg, wobei sie im Finale der Russin Darima Sandakova unterlag.  Bei den Weltmeisterschaften 2019 in Ulan-Ude gewann sie die Silbermedaille in der Klasse bis 64 kg.
Bei den Olympischen Spielen 2020 in Tokio unterlag sie im Weltergewicht im Achtelfinale Chen Nien-chin aus Taiwan. Bei den Spielen 2024 in Paris gab sie im Achtelfinale des Weltergewichts nach 46 Sekunden gegen die Algerierin Imane Khelif auf. 2025 äußerte ihre damalige Teamkollegin Irma Testa die Meinung, Carini habe ihren Kampf gegen Khelif in Paris zu früh aufgegeben.

## Erfolge
- Weltmeisterschaften 2019: Silbermedaille bis 64 kg
- Europameisterschaften 2019: Silbermedaille bis 69 kg